# کتابخانه ریاست جمهوری جورج دبلیو بوش

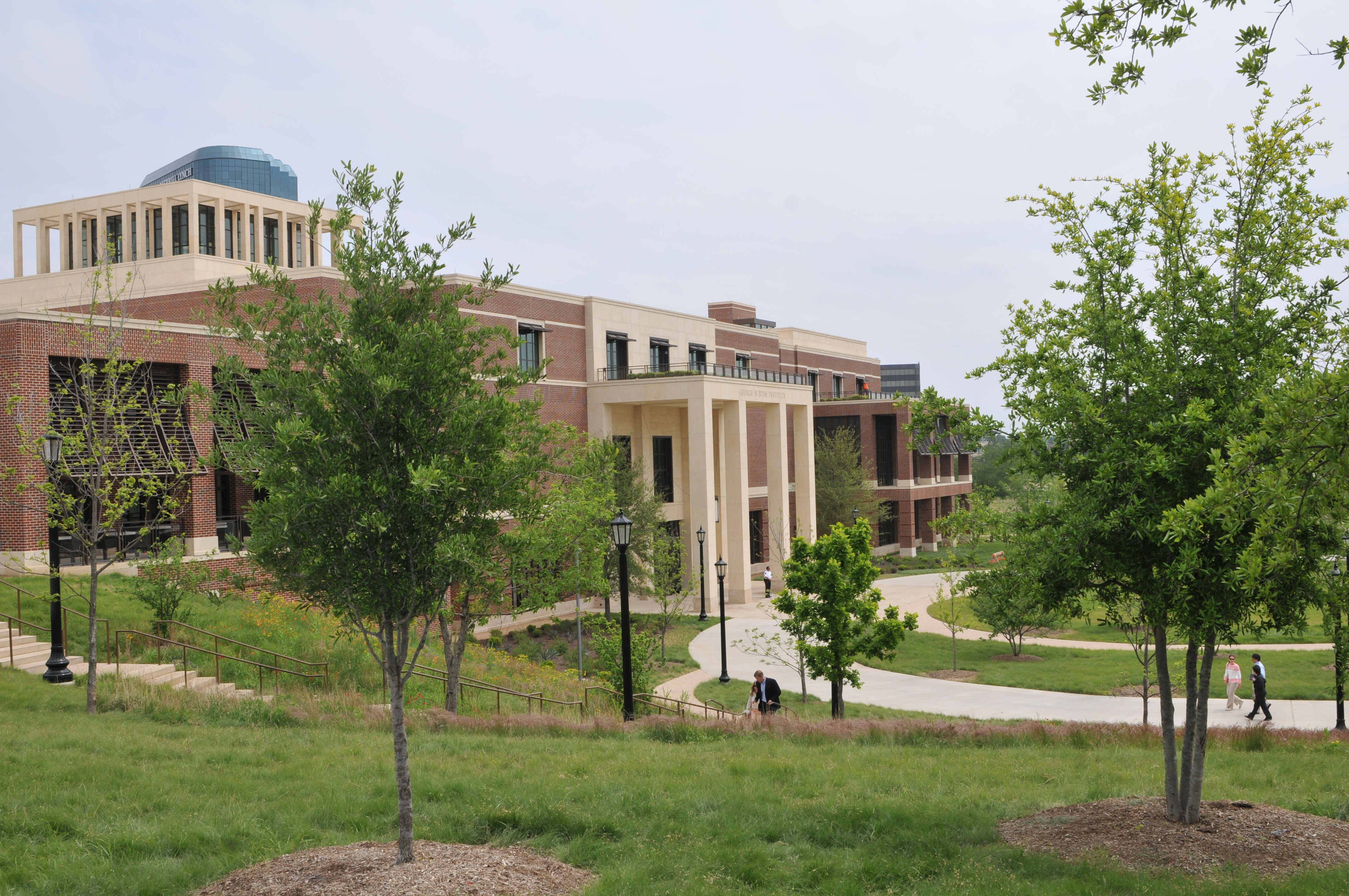

کتابخانه و موزه ریاست جمهوری جورج دبلیو بوش (به انگلیسی: George W. Bush Presidential Library) یک مرکز فرهنگی  و کتابخانه اسناد دولتی دوران ریاست جمهوری جورج دبلیو بوش است.
این مرکز در شهر دالاس قرار دارد و توسط رابرت استرن طراحی شده است.
دانشگاه متودیست جنوبی سرپرستی این مرکز فرهنگی را بر عهده خواهد داشت.
ساخت این مرکز در ۲۰۰۹ آغاز شد.